# 杜稜 (唐朝)
杜稜（?—?），字腾云。唐末五代杭州新城（治今浙江省杭州市富阳区西南）人，唐朝、吴越国将领。
唐僖宗乾符二年（875年）浙西王郢作乱。杭州刺史董昌组织诸县乡兵，建立八都军，自任都指挥，以钱镠副手。广明年间，杜稜任东安都将，保卫乡里。后东安更号武安营，以其统领，为杭州八都都将之一。钱镠驱走董昌，杜稜倾心事奉钱鏐。受钱鏐命，击擒浙西节度使周宝，取常州，光启三年（887年）冬，杜稜任常州制置使。唐昭宗龍紀元年（889年），田頵袭破常州，杜稜被擒，不久释归。大顺二年（891年），钱镠为镇海军节度使，以杜稜为镇海节度副使。
乾寧二年（895年），钱镠讨董昌之乱，杨行密派田頵、安仁义援救董昌。杜稜据东安城死守，田頵、安仁义久攻不下。乾宁三年（896年），董昌乱平，杜稜进职为两浙诸军都指挥使、行军司马。乾宁四年（897年），安仁义攻打婺州，杜稜救援，安仁义再打睦州，也没有得手。光化三年（900年）授检校太子太保。杜稜改任润州刺史，不久去世。杜稜幼子杜建徽担任吴越国丞相，杜稜赠太师。
杜稜城在今浙江富阳西南四十八里新登镇。《读史方舆纪要》卷九十：“唐天顺中，钱镠将杜稜因山筑城，恃为保障，因谓之杜稜城。”

## 传记資料
- 《十国春秋》卷84